# فهرست جایزه‌ها و نامزدی‌های لی بیونگ هون

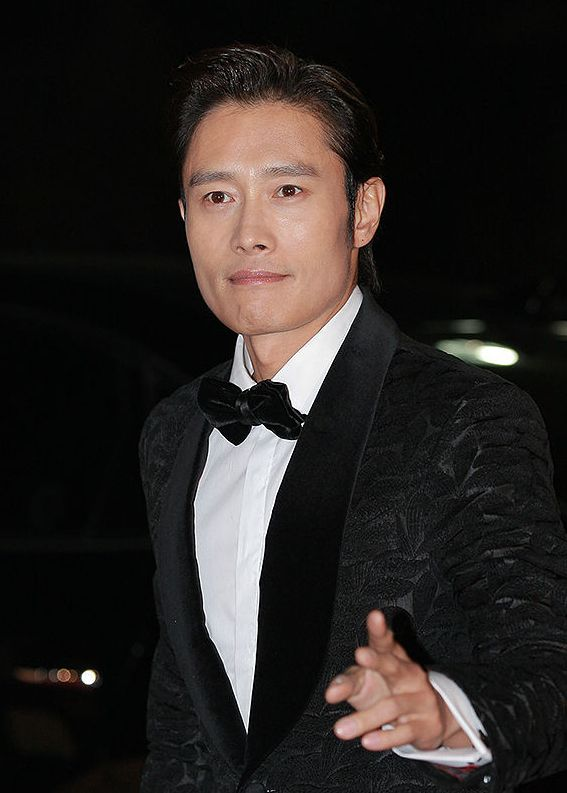
لی بیونگ هون در سال ۲۰۱۳

این مقاله فهرستی از جایزه‌ها و نامزدی‌های دریافت شده توسط لی بیونگ هون، بازیگر اهل کره جنوبی است.

## جوایز و نامزدی‌ها
| سال  | مراسم جوایز                                  | دسته                                     | نامزد / اثر                              | نتیجه    | منابع                |
| ---- | -------------------------------------------- | ---------------------------------------- | ---------------------------------------- | -------- | -------------------- |
| ۱۹۹۲ | جوایز درامای کی‌بی‌اس                          | بهترین بازیگر تازه‌کار مرد                | روزهای آفتاب                             | برنده    |                      |
| ۱۹۹۳ | جوایز درامای کی‌بی‌اس                          | جایزه بازیگر برتر مرد                    | فردا عشق                                 | برنده    |                      |
| ۱۹۹۵ | ششمین جوایز هنری فیلم چونسا                  | بهترین بازیگر تازه‌کار مرد                | چه کسی مرا دیوانه می‌کند                  | برنده    |                      |
| ۱۹۹۵ | چهارمین جوایز فرهنگ و سرگرمی کره‌ای           | بهترین بازیگر مرد در تلویزیون            | پسر باد                                  | برنده    |                      |
| ۱۹۹۵ | جوایز درامای کی‌بی‌اس                          | جایزه بهترین بازیگر مرد                  | پسر باد                                  | نامزدشده |                      |
| ۱۹۹۵ | جوایز درامای کی‌بی‌اس                          | جایزه بازیگر برتر مرد                    | پسر باد                                  | برنده    |                      |
| ۱۹۹۶ | سی و دومین جوایز هنری بکسانگ                 | بهترین بازیگر نقش اول مرد (تلویزیون)     | پسر باد                                  | برنده    |                      |
| ۱۹۹۶ | نوزدهمین جوایز گلدن سینماتوگرافی             | بهترین بازیگر تازه‌کار مرد                | فراری                                    | برنده    |                      |
| ۱۹۹۶ | سی و چهارمین جوایز ناقوس بزرگ                | بهترین بازیگر تازه‌کار مرد                | فراری                                    | برنده    |                      |
| ۲۰۰۰ | سی و هفتمین جوایز ناقوس بزرگ                 | بهترین بازیگر مرد                        | ارغنون در حافظه من                       | نامزدشده |                      |
| ۲۰۰۰ | جوایز درامای اس‌بی‌اس                          | جایزه بیگ استار                          | لی بیونگ هون                             | برنده    |                      |
| ۲۰۰۰ | اولین جوایز منتقدان فیلم بوسان               | بهترین بازیگر مرد                        | منطقه امنیتی مشترک                       | برنده    |                      |
| ۲۰۰۰ | بیست و یکمین جوایز فیلم اژدهای آبی           | بهترین بازیگر مرد                        | منطقه امنیتی مشترک                       | نامزدشده |                      |
| ۲۰۰۱ | بیست و چهارمین جوایز گلدن سینماتوگرافی       | محبوب‌ترین بازیگر مرد                     | منطقه امنیتی مشترک                       | برنده    |                      |
| ۲۰۰۱ | سی و هشتمین جوایز ناقوس بزرگ                 | جایزه محبوبیت نتیزن                      | منطقه امنیتی مشترک، بانجی جامپینگ خودشان | برنده    |                      |
| ۲۰۰۱ | سی و هشتمین جوایز ناقوس بزرگ                 | بهترین بازیگر مرد                        | بانجی جامپینگ خودشان                     | نامزدشده |                      |
| ۲۰۰۱ | بیست و دومین جوایز فیلم اژدهای آبی           | بهترین بازیگر مرد                        | بانجی جامپینگ خودشان                     | نامزدشده |                      |
| ۲۰۰۱ | بیست و دومین جوایز فیلم اژدهای آبی           | جایزه محبوب‌ترین ستاره                    | بانجی جامپینگ خودشان                     | برنده    |                      |
| ۲۰۰۱ | جوایز درامای اس‌بی‌اس                          | جایزه بهترین بازیگر مرد                  | روزهای زیبا                              | نامزدشده |                      |
| ۲۰۰۱ | جوایز درامای اس‌بی‌اس                          | جایزه بازیگر برتر مرد در یک درام ویژه    | روزهای زیبا                              | نامزدشده |                      |
| ۲۰۰۱ | جوایز درامای اس‌بی‌اس                          | جایزه ۱۰ ستاره برتر                      | روزهای زیبا                              | برنده    |                      |
| ۲۰۰۱ | جوایز درامای اس‌بی‌اس                          | جایزه آی-استار                           | روزهای زیبا                              | برنده    |                      |
| ۲۰۰۱ | دومین فستیوال هنرهای بصری کره                | جایزه فتوژنیک در تلویزیون                | روزهای زیبا                              | برنده    |                      |
| ۲۰۰۲ | سی و هشتمین جوایز هنری بکسانگ                | بهترین بازیگر نقش اول مرد (تلویزیون)     | روزهای زیبا                              | نامزدشده |                      |
| ۲۰۰۲ | بیست و سومین جوایز فیلم اژدهای آبی           | بهترین بازیگر مرد                        | معتاد                                    | نامزدشده |                      |
| ۲۰۰۳ | جوایز درامای اس‌بی‌اس                          | جایزه بزرگ (دسانگ)                       | آل این                                   | برنده    | [ ۱ ]                |
| ۲۰۰۳ | جوایز درامای اس‌بی‌اس                          | جایزه بهترین بازیگر مرد                  | آل این                                   | نامزدشده |                      |
| ۲۰۰۳ | جوایز درامای اس‌بی‌اس                          | جایزه ۱۰ ستاره برتر                      | آل این                                   | برنده    | [ ۱ ]                |
| ۲۰۰۳ | سی و نهمین جوایز هنری بکسانگ                 | بهترین بازیگر نقش اول مرد (تلویزیون)     | آل این                                   | برنده    |                      |
| ۲۰۰۳ | سی‌امین جوایز انجمن پخش کره                   | بهترین بازیگر مرد                        | آل این                                   | برنده    |                      |
| ۲۰۰۵ | بیست و پنجمین جوایز انجمن منتقدان فیلم کره‌ای | بهترین بازیگر مرد                        | یک زندگی تلخ و شیرین                     | برنده    |                      |
| ۲۰۰۵ | سیزدهمین جوایز هنری فیلم چونسا               | بهترین بازیگر مرد                        | یک زندگی تلخ و شیرین                     | برنده    |                      |
| ۲۰۰۵ | چهل و دومین جوایز ناقوس بزرگ                 | بهترین بازیگر مرد                        | یک زندگی تلخ و شیرین                     | نامزدشده |                      |
| ۲۰۰۵ | بیست و ششمین جوایز فیلم اژدهای آبی           | بهترین بازیگر مرد                        | یک زندگی تلخ و شیرین                     | نامزدشده |                      |
| ۲۰۰۶ | چهل و دومین جوایز هنری بکسانگ                | بهترین بازیگر نقش اول مرد (فیلم)         | یک زندگی تلخ و شیرین                     | برنده    |                      |
| ۲۰۰۶ | چهاردهمین جوایز هنری فیلم چونسا              | جایرا فرهنگ کره‌ای                        | لی بیونگ هون                             | برنده    |                      |
| ۲۰۰۷ | پانزدهمین جوایز هنری فیلم چونسا              | بهترین بازیگر مرد                        | یک بار در تابستان                        | نامزدشده |                      |
| ۲۰۰۸ | بیست و نهمین جوایز فیلم اژدهای آبی           | بهترین بازیگر مرد                        | خوب، بد، عجیب                            | نامزدشده |                      |
| ۲۰۰۹ | سومین جوایز فیلم آسیایی                      | بهترین بازیگر نقش مکمل مرد               | خوب، بد، عجیب                            | نامزدشده |                      |
| ۲۰۰۹ | سی‌امین جوایز فیلم اژدهای آبی                 | جایزه ستاره محبوب                        | جی.آی. جو: ظهور کبرا                     | برنده    |                      |
| ۲۰۰۹ | جوایز درامای کی‌بی‌اس                          | جایزه بزرگ (دسانگ)                       | آیریس                                    | برنده    | [ ۳ ]                |
| ۲۰۰۹ | جوایز درامای کی‌بی‌اس                          | جایزه بهترین بازیگر مرد                  | آیریس                                    | نامزدشده | [ ۳ ]                |
| ۲۰۰۹ | جوایز درامای کی‌بی‌اس                          | جایزه بازیگر برتر مرد در یک درام متوسط   | آیریس                                    | نامزدشده | [ ۳ ]                |
| ۲۰۰۹ | جوایز درامای کی‌بی‌اس                          | جایزه نتیزن، بازیگر مرد                  | آیریس                                    | برنده    | [ ۳ ]                |
| ۲۰۰۹ | جوایز درامای کی‌بی‌اس                          | جایزه بهترین زوجهمراه کیم ته-هی          | آیریس                                    | برنده    | [ ۲ ]                |
| ۲۰۰۹ | مجمع ملی فرهنگ و رسانه                       | تقدیر ویژه                               | آیریس                                    | برنده    | [ ۴ ] [ ۵ ]          |
| ۲۰۱۰ | بیست و یکمین جوایز وارنر جوئلری ژاپن         | جایزه ویژه                               | لی بیونگ هون                             | برنده    | [ ۶ ]                |
| ۲۰۱۰ | اولین جایزه فرهنگ و هنر سئول                 | بهترین بازیگر مرد تلویزیون               | آیریس                                    | برنده    | [ ۷ ]                |
| ۲۰۱۰ | چهل و ششمین جوایز هنری بکسانگ                | بهترین بازیگر نقش اول مرد (تلویزیون)     | آیریس                                    | برنده    | [ ۸ ]                |
| ۲۰۱۰ | پنجمین جوایز بین‌المللی درامای سئول           | بازیگر مرد کره‌ای برجسته                  | آیریس                                    | برنده    | [ ۹ ]                |
| ۲۰۱۰ | جوایز درامای توکیو                           | بهترین بازیگر مرد در آسیا                | آیریس                                    | برنده    | [ ۱۰ ] [ ۱۱ ]        |
| ۲۰۱۰ | سومین جوایز درامای کره                       | بهترین بازیگر مرد                        | آیریس                                    | نامزدشده |                      |
| ۲۰۱۰ | جوایز مدل آسیا                               | جایزه ستاره آسیا                         | لی بیونگ هون                             | برنده    | [ ۱۲ ]               |
| ۲۰۱۰ | جوایز گرین پلنت مووی                         | ۱۰ بازیگر برتر بین‌المللی دهه (آسیا)      | لی بیونگ هون                             | برنده    | [ ۱۳ ]               |
| ۲۰۱۰ | جوایز موسیقی تأثیرگذار آسیایی و چین          | بهترین بازیگر بین‌المللی تأثیرگذار آسیایی | لی بیونگ هون                             | برنده    | [ ۱۴ ]               |
| ۲۰۱۰ | جوایز شبکه تهیه‌کنندگان آسیا-اقیانوسیه        | جایزه ای‌پی‌ان                             | لی بیونگ هون                             | برنده    | [ ۱۵ ]               |
| ۲۰۱۰ | سومین جوایز استایل آیکن                      | استایل آیکن سال                          | لی بیونگ هون                             | برنده    |                      |
| ۲۰۱۰ | سی و یکمین جوایز فیلم اژدهای آبی             | بهترین بازیگر مرد                        | من شیطان را دیدم                         | نامزدشده |                      |
| ۲۰۱۰ | چهل و هفتمین جوایز ناقوس بزرگ                | بهترین بازیگر مرد                        | من شیطان را دیدم                         | نامزدشده |                      |
| ۲۰۱۰ | نوزدهمین جوایز فیلم بوایل                    | بهترین بازیگر مرد                        | من شیطان را دیدم                         | نامزدشده |                      |
| ۲۰۱۱ | چهل و هفتمین جوایز هنری بکسانگ               | جایزه بزرگ (دسانگ) برای فیلم             | من شیطان را دیدم                         | برنده    | [ ۱۶ ]               |
| ۲۰۱۱ | چهل و هفتمین جوایز هنری بکسانگ               | بهترین بازیگر نقش اول مرد (فیلم)         | من شیطان را دیدم                         | نامزدشده | [ ۱۶ ]               |
| ۲۰۱۲ | چهل و نهمین جوایز ناقوس بزرگ                 | بهترین بازیگر مرد                        | مبدل‌پوش                                  | برنده    | [ ۱۷ ] [ ۱۸ ] [ ۱۹ ] |
| ۲۰۱۲ | چهل و نهمین جوایز ناقوس بزرگ                 | جایزه محبوبیت                            | مبدل‌پوش                                  | برنده    |                      |
| ۲۰۱۲ | سی و سومین جوایز فیلم اژدهای آبی             | بهترین بازیگر مرد                        | مبدل‌پوش                                  | نامزدشده |                      |
| ۲۰۱۲ | سیزدهمین جوایز منتقدان فیلم بوسان            | بهترین بازیگر مرد                        | مبدل‌پوش                                  | برنده    |                      |
| ۲۰۱۲ | جوایز سینه‌آسیا                               | ستاره سال                                | لی بیونگ هون                             | برنده    | [ ۲۰ ]               |
| ۲۰۱۲ | ای-اواردز                                    | جایزه استایل                             | لی بیونگ هون                             | برنده    | [ ۲۱ ]               |
| ۲۰۱۲ | جوایز انجمن منتقدان فیلم کره‌ای               | جایزه دستاورد                            | لی بیونگ هون                             | برنده    | [ ۲۲ ]               |
| ۲۰۱۳ | نهمین جوایز هوادینگ                          | بهترین بازیگر مرد خارجی                  | لی بیونگ هون                             | برنده    | [ ۲۳ ]               |
| ۲۰۱۳ | چهل و نهمین جوایز هنری بکسانگ                | بهترین بازیگر نقش اول مرد (فیلم)         | مبدل‌پوش                                  | نامزدشده |                      |
| ۲۰۱۳ | بیست و دومین جوایز فیلم بوایل                | بهترین بازیگر مرد                        | مبدل‌پوش                                  | نامزدشده |                      |
| ۲۰۱۳ | جشنواره بین‌المللی فیلم‌های فوق‌العاده بوچئون   | جایزه برگزیده تهیه‌کنندگان                | مبدل‌پوش                                  | برنده    |                      |
| ۲۰۱۳ | هفتمین جوایز سینمای آسیا اقیانوسیه           | بهترین بازیگر مرد                        | مبدل‌پوش                                  | برنده    | [ ۲۵ ] [ ۲۶ ]        |
| ۲۰۱۳ | سی و چهارمین جوایز فیلم اژدهای آبی           | جایزه ستاره محبوب                        | جی. آی. جو: تلافی، رد ۲                  | برنده    | [ ۲۷ ]               |
| ۲۰۱۵ | جایزه ستاره تاپ جمهوری کره                   | جایزه ستاره تاپ                          | مردان نفوذی                              | برنده    | [ ۲۸ ]               |
| ۲۰۱۶ | یازدهمین جوایز مکس مووی                      | بهترین بازیگر مرد                        | مردان نفوذی                              | نامزدشده |                      |
| ۲۰۱۶ | دهمین جوایز فیلم آسیایی                      | بهترین بازیگر مرد                        | مردان نفوذی                              | برنده    | [ ۲۹ ]               |
| ۲۰۱۶ | بیست و یکمین جوایز هنری فیلم چونسا           | بهترین بازیگر مرد                        | مردان نفوذی                              | نامزدشده |                      |
| ۲۰۱۶ | پنجمین فستیوال فیلم ماری کلر                 | جایزه پیشرو                              | مردان نفوذی                              | برنده    | [ ۳۰ ]               |
| ۲۰۱۶ | پنجاه و دومین جوایز هنری بکسانگ              | بهترین بازیگر نقش اول مرد (فیلم)         | مردان نفوذی                              | برنده    | [ ۳۱ ]               |
| ۲۰۱۶ | پانزدهمین فستیوال فیلم آسیایی نیویورک        | جایزه ستاره آسیا                         | مردان نفوذی                              | برنده    | [ ۳۲ ]               |
| ۲۰۱۶ | شانزدهمین جوایز کات کارگردان                 | بهترین بازیگر مرد                        | مردان نفوذی                              | برنده    | [ ۳۳ ]               |
| ۲۰۱۶ | بیست و پنجمین جوایز فیلم بوایل               | بهترین بازیگر مرد                        | مردان نفوذی                              | برنده    | [ ۳۴ ]               |
| ۲۰۱۶ | چهارمین جوایز ستاره آسیایی ماری کلر          | بازیگر مرد سال                           | مردان نفوذی                              | برنده    |                      |
| ۲۰۱۶ | سی و ششمین جوایز انجمن منتقدان فیلم کره‌ای    | بهترین بازیگر مرد                        | مردان نفوذی                              | برنده    | [ ۳۵ ]               |
| ۲۰۱۶ | سی و هفتمین جوایز فیلم اژدهای آبی            | بهترین بازیگر مرد                        | مردان نفوذی                              | برنده    | [ ۳۶ ]               |
| ۲۰۱۶ | سومین جوایز انجمن تهیه‌کنندگان فیلم کره‌ای     | بهترین بازیگر مرد                        | مردان نفوذی                              | برنده    | [ ۳۷ ]               |
| ۲۰۱۶ | پنجاه و سومین جوایز ناقوس بزرگ               | بهترین بازیگر مرد                        | مردان نفوذی                              | برنده    | [ ۳۸ ] [ ۳۹ ]        |
| ۲۰۱۶ | پنجمین جوایز ستارگان ای‌پی‌ای‌ان                | جایزه ستاره جهانی هالیو                  | لی بیونگ هون                             | برنده    | [ ۴۰ ]               |
| ۲۰۱۷ | پنجاه و سومین جوایز هنری بکسانگ              | بهترین بازیگر نقش اول مرد (فیلم)         | مستر                                     | نامزدشده |                      |
| ۲۰۱۷ | سی و هشتمین جوایز فیلم اژدهای آبی            | بهترین بازیگر مرد                        | دژ                                       | نامزدشده | [ ۴۱ ]               |
| ۲۰۱۸ | بیست و سومین جوایز هنری فیلم چونسا           | بهترین بازیگر مرد                        | دژ                                       | نامزدشده | [ ۴۲ ]               |
| ۲۰۱۸ | پنجاه و پنجمین جوایز ناقوس بزرگ              | بهترین بازیگر مرد                        | دژ                                       | نامزدشده | [ ۴۳ ]               |
| ۲۰۱۸ | یازدهمین جوایز درامای کره                    | جایزه بزرگ (دسانگ)                       | آقای آفتاب                               | نامزدشده | [ ۴۴ ]               |
| ۲۰۱۸ | ششمین جوایز ستارگان ای‌پی‌ای‌ان                 | جایزه بزرگ (دسانگ)                       | آقای آفتاب                               | برنده    | [ ۴۵ ]               |
| ۲۰۱۸ | ششمین جوایز ستارگان ای‌پی‌ای‌ان                 | جوایز کی استار                           | آقای آفتاب                               | نامزدشده | [ ۴۶ ]               |
| ۲۰۱۸ | دومین جوایز سئول                             | بهترین بازیگر مرد (فیلم)                 | دژ، کلیدی برای دل                        | نامزدشده | [ ۴۷ ]               |
| ۲۰۱۸ | دومین جوایز سئول                             | بهترین بازیگر مرد (درام)                 | آقای آفتاب                               | برنده    | [ ۴۸ ]               |
| ۲۰۱۸ | سومین جوایز آرتیست آسیا                      | جایزه بزرگ (دسانگ)                       | آقای آفتاب                               | برنده    | [ ۴۹ ]               |
| ۲۰۱۸ | سومین جوایز آرتیست آسیا                      | آرتیست سال                               | لی بیونگ هون                             | برنده    | [ ۴۹ ]               |
| ۲۰۱۸ | سومین جوایز آرتیست آسیا                      | جایزه قدردانی گردشگری کره                | لی بیونگ هون                             | برنده    | [ ۴۹ ]               |
| ۲۰۱۸ | سومین جوایز آرتیست آسیا                      | جایزه شگفت‌انگیز                          | لی بیونگ هون                             | برنده    | [ ۴۹ ]               |
| ۲۰۱۸ | سی و هشتمین فستیوال فیلم گلدن سینما          | جایزه بزرگ بازیگری                       | کلیدی برای دل                            | برنده    | [ ۵۰ ]               |
| ۲۰۱۹ | پنجاه و پنجمین جوایز هنری بکسانگ             | بهترین بازیگر نقش اول مرد (تلویزیون)     | آقای آفتاب                               | برنده    | [ ۵۱ ]               |
| ۲۰۲۰ | پنجاه و ششمین جوایز ناقوس بزرگ               | بهترین بازیگر مرد                        | ریزش خاکستر                              | برنده    | [ ۵۲ ]               |
| ۲۰۲۰ | بیست و پنجمین جوایز هنری فیلم چونسا          | بهترین بازیگر مرد                        | مرد ایستاده بعدی                         | برنده    | [ ۵۳ ]               |
| ۲۰۲۰ | پنجاه و ششمین جوایز هنری بکسانگ              | بهترین بازیگر نقش اول مرد (فیلم)         | مرد ایستاده بعدی                         | برنده    | [ ۵۴ ]               |
| ۲۰۲۰ | بیست و نهمین جوایز فیلم بوایل                | بهترین بازیگر مرد                        | مرد ایستاده بعدی                         | برنده    | [ ۵۵ ]               |
| ۲۰۲۰ | چهاردهمین جوایز فیلم آسیایی                  | بهترین بازیگر مرد                        | مرد ایستاده بعدی                         | برنده    | [ ۵۶ ]               |
| ۲۰۲۰ | دهمین جوایز آرتیست‌های اس‌ای‌سی‌اف سال           | آرتیست برجسته برای یک فیلم               | مرد ایستاده بعدی                         | برنده    | [ ۵۷ ]               |
| ۲۰۲۰ | چهلمین جوایز انجمن منتقدان فیلم کره‌ای        | بهترین بازیگر مرد                        | مرد ایستاده بعدی                         | برنده    | [ ۵۸ ]               |
| ۲۰۲۰ | پانزدهمین فیلم دانشگاهی کره                  | بهترین بازیگر مرد                        | مرد ایستاده بعدی                         | برنده    | [ ۵۹ ]               |
| ۲۰۲۱ | چهل و یکمین جوایز فیلم اژدهای آبی            | بهترین بازیگر نقش اول مرد                | مرد ایستاده بعدی                         | نامزدشده | [ ۶۲ ]               |
| ۲۰۲۱ | پانزدهمین جوایز فیلم آسیایی                  | جایزه بازیگر فیلم برتر آسیایی            | لی بیونگ هون                             | برنده    | [ ۶۳ ]               |
| ۲۰۲۱ | انجمن گیم چینجر آسیا                         | جایزه گیم چینجر سرگرمی                   | لی بیونگ هون                             | برنده    | [ ۶۴ ]               |
| ۲۰۲۲ | بیستمین جوایز کات کارگردان                   | بهترین بازیگر مرد در فیلم                | مرد ایستاده بعدی                         | برنده    | [ ۶۵ ]               |
| ۲۰۲۲ | پنجاه و هشتمین جوایز ناقوس بزرگ              | بهترین بازیگر مرد                        | اعلام وضعیت اضطراری                      | نامزدشده | [ ۶۶ ]               |
| ۲۰۲۲ | چهل و سومین جوایز فیلم اژدهای آبی            | بهترین بازیگر مرد                        | اعلام وضعیت اضطراری                      | نامزدشده | [ ۶۷ ]               |
| ۲۰۲۲ | ای-اوادز                                     | ای-اوادز – ایمپرشن                       | غم‌های ما                                 | برنده    | [ ۶۸ ]               |

## افتخارات دولتی
| کشور      | سال  | افتخار                | منابع         |
| --------- | ---- | --------------------- | ------------- |
| کره جنوبی | ۲۰۱۱ | لوح تقدیر ریاست‌جمهوری | [ ۷۲ ] [ ۷۳ ] |

## فهرست‌ها
| ناشر  | سال  | فهرست               | جایگاه  | منابع  |
| ----- | ---- | ------------------- | ------- | ------ |
| فوربز | ۲۰۱۰ | سلبریتی قدرتمند کره | چهارم   | [ ۷۴ ] |
| فوربز | ۲۰۱۴ | سلبریتی قدرتمند کره | شانزدهم | [ ۷۵ ] |
| فوربز | ۲۰۱۶ | سلبریتی قدرتمند کره | چهلم    | [ ۷۶ ] |
| فوربز | ۲۰۱۹ | سلبریتی قدرتمند کره | نوزدهم  | [ ۷۷ ] |